# Monte Taal
Il Taal è uno stratovulcano attivo situato nella regione di Calabarzon, provincia di Batangas, sulla costa occidentale dell'isola di Luzon, nelle Filippine.
Il vulcano è costituito da un basso cono di tufo che sorge nel mezzo del lago Taal, all'interno di una grande caldera del diametro di 25 chilometri. Il vulcano Taal si trova circa 50 km dalla capitale del Paese, Manila, ed è meta turistica di grande importanza.

## Morfologia e attività
Il sistema vulcanico del Taal è costituito dalla grande caldera formatasi in seguito a una forte eruzione verificatasi fra i 140 000 e i 6 000 anni fa del diametro di 25 chilometri, dal lago e dal cono vulcanico che vi sorge nel mezzo come un'isola e all'interno del quale è presente un lago più piccolo:
L'originalità di questo sistema di "un lago nel lago" rende il Taal un vulcano unico per studiosi e turisti.
Il piccolo lago situato nel cratere, di colore blu e verde e con profondità massima di 76 metri, si trova a un'altitudine di 4 m s.l.m. e ha un diametro di poco meno di due chilometri; il cono del cratere, che forma un'isola, ospita 47 altri piccoli crateri e 4 maar; il cono del cratere è a sua volta posto nel mezzo del Lago Taal che occupa una superficie di 267 chilometri quadrati a un'altitudine di 2 m s.l.m.. Il tutto è al centro di un'enorme caldera larga 25 chilometri risultata da un'enorme eruzione avvenuta in epoca non storica e che avrebbe demolito l'originale impianto vulcanico. Nei pressi del Taal che è parte del corridoio tettonico di Macolod, sorgono i vulcani Makiling (1 090 m), Malepunyo (865 m), Batulao (811 m) e Macolod (957 m).
Il Taal ha avuto in epoca storica 34 eruzioni accertate di cui, fra le altre, una pliniana nel 1754, due stromboliane nel 1968 e nel 1969, tre freatomagmatiche nel 1749, 1965 e 1966 e tre freatiche negli anni 1878, 1911 e 1970.

### Eruzione del 2020
Il 12 gennaio 2020 il vulcano ha iniziato un'eruzione che ha causato l'immissione nell'atmosfera di grandissime quantità di cenere vulcanica. Come misura precauzionale, il governo delle Filippine ha ordinato l'evacuazione di tutti gli abitanti in un raggio di 17 chilometri dal vulcano.

## Area paesaggistica protetta del vulcano Taal
Il vulcano è compreso nell'Area paesaggistica protetta del vulcano Taal, creata nel 1996 dall'allora presidente delle Filippine Fidel V. Ramos: il parco si estende intorno alla zona della caldera e si affaccia sul lago sulle cui rive sorge una discreta quantità di alberghi e resort turistici. Tipico l'odore di zolfo percepibile in tutta l'area intorno al vulcano e i vapori che, nella discesa verso il lago, accolgono i visitatori. L'area protetta è stata proposta nel 2006 dal Department of Environment and Natural Resources (DENR) come Patrimonio dell'umanità dell'UNESCO.